# Griffith-kísérlet

A Griffith-kísérlet lényege, a „bakteriális transzformáció” a pneumococcus baktériumnál.

A Griffith-kísérlet során, amelyet 1928-ban az angol Frederick Griffith hajtott végre, az első alkalommal bizonyította, hogy a baktériumok képesek genetikai információ átadására a „bakteriális transzformáció” néven ismert folyamat révén
Griffith a kísérlet során a Streptococcus pneumoniae baktérium törzs két ágát használta: a sima törzs (III-S, smooth) és a durva törzs (II-R, rough) közül az előbbi egérbe fecskendezve halálos betegséget okoz, utóbbi viszont nem okoz pneumóniát. A III-S törzs baktériumai poliszacharid burkolattal rendelkeznek, amely megvédi ezeket a gazdaszervezet immunrendszerétől, és ezért képesek halálos fertőzést okozni. A II-R törzs nem rendelkezik ezzel a kapszulával és ezért az immunrendszer könnyen legyőzi.
Griffith kísérlete során a III-S törzsbe tartozó baktériumokat hővel elölte, majd a maradványokat összekeverte elő II-R törzsbe tartozó baktériumokkal. Sem a II-R törzs, sem a hővel elölt III-S baktériumok nem okozott betegséget, miután az egérbe fecskendezték. Azonban amikor az elölt S törzset az élő R törzzsel együtt vitte be az egér szervezetébe, akkor az kimúlt. Ezt követően Griffith képes volt kimutatni az élő II-R törzsbe és az élő III-S törzsbe tartozó baktériumok jelenlétét az egér véréből. Griffith ebből arra következtetett, hogy az ártalmatlan II-R törzs a „bakteriális transzformáció” során a halálos III-S törzzsé alakult át.
A további kutatások során kiderült, hogy a „bakteriális transzformáció”, amelyet Griffith megfigyelt, lényegében a DNS, vagyis ennek segítségével adta át a III-S törzs a fertőzés képességét a II-R törzsnek. A DNS túlélte a hőkezelést és az egérben a II-R törzs baktériumai fel tudták használni a maradék DNS-t és kifejlesztették a poliszacharid burkolat előállításának képességét. Ezzel együtt a korábban ártalmatlan II-R törzs is védelmet nyert a gazdaszervezet immunrendszerétől és halálos betegséget okozott.
A transzformáló factor pontos természetét az Avery-MacLeod-McCarty, majd pedig Hershey-Chase által elvégzett kísérletek mutatták ki.